# Harpfe

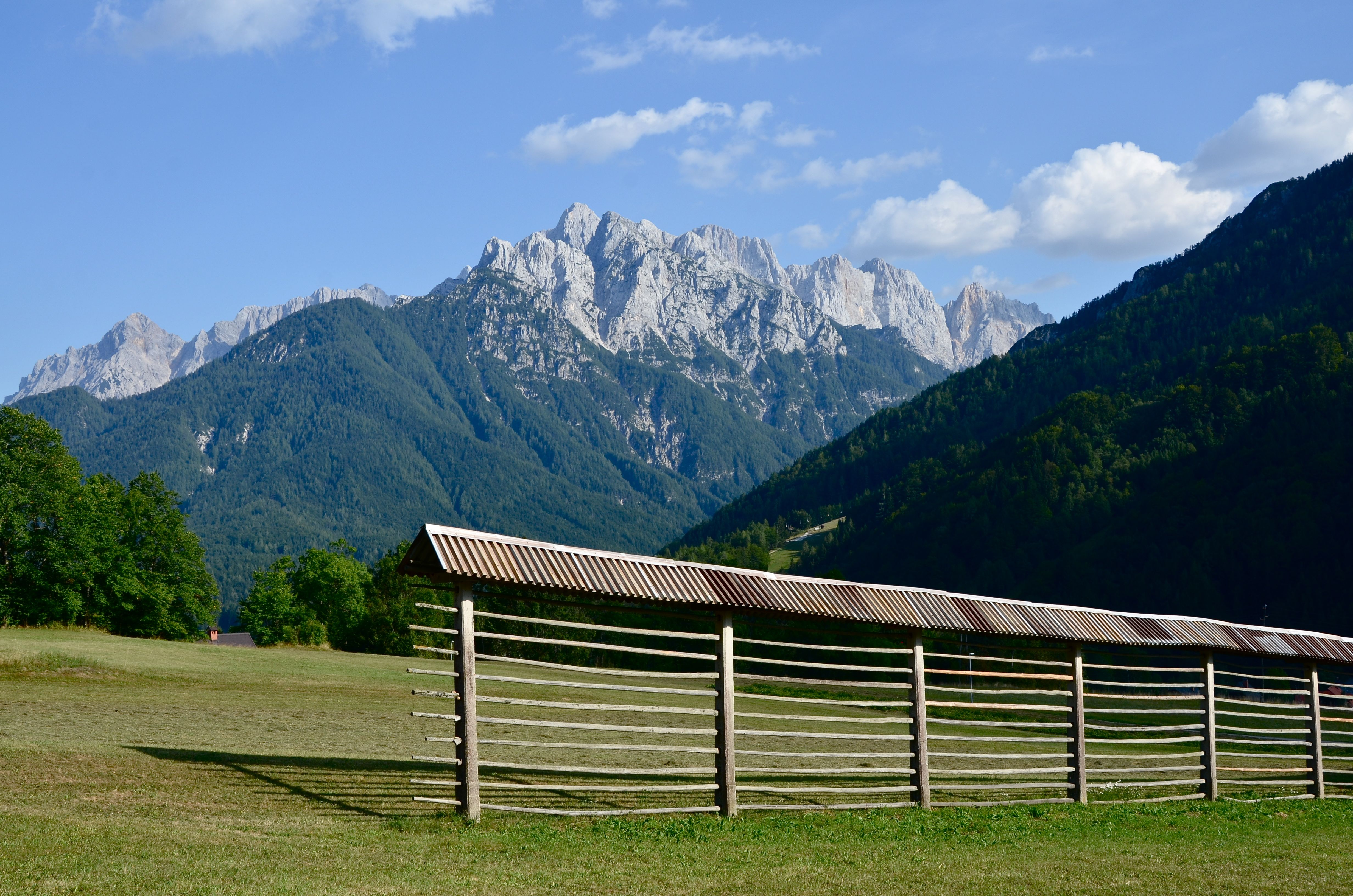
Harpfe in Podkoren, Slowenien

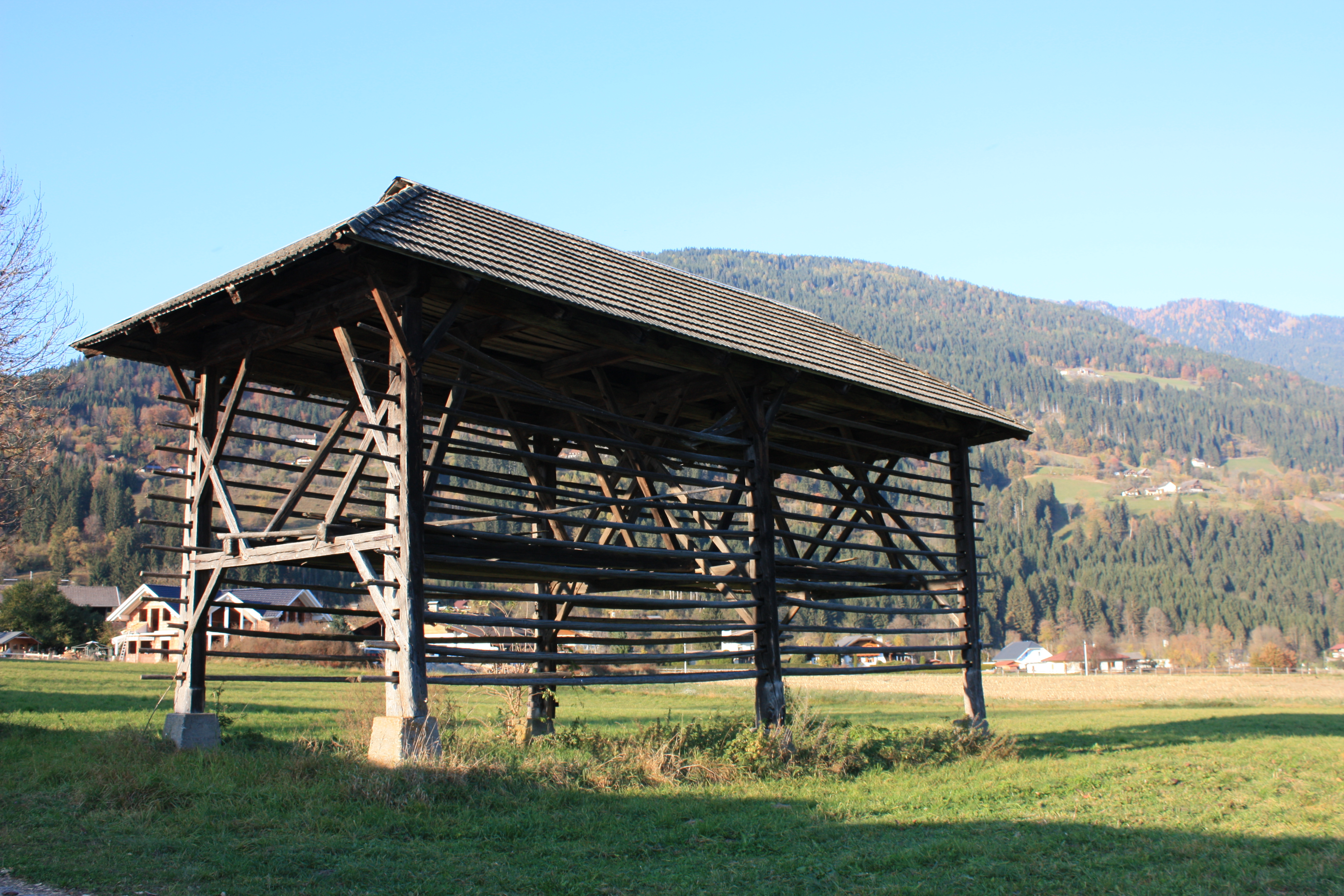
Doppelharpfe in Greifenburg

Als Harpfe wird ein Bauwerk aus Holz mit senkrechten Pfosten und waagerechten Brettern zum Trocknen von Heu oder Getreide bezeichnet. Im oberen Gailtal und im Gitschtal findet sich noch die ältere Bezeichnung Köse oder Kese. Im Oberen Drautal und im Mölltal wird sie meist Hilge genannt. In Slowenien wird sie Kozolec oder Toplar genannt und ist in Westslowenien noch in großer Anzahl zu finden. In der Schweiz heißen sie Histe oder Kornhiste (schweizerdeutsch Hischt, romanisch Chischner). Talina werden dort jene Histen genannt, die an der Sonnenseite der Ställe angebracht sind.
Ähnliche Erntetrockengestelle mit höhenverstellbarem Dach in Nordwest-Deutschland und den Niederlanden werden als Rutenberg bezeichnet.
Kleinere, nicht ständig aufgestellte Gerüste hingegen heißen Heureiter oder Dieme.

## Entwicklung der Harpfe

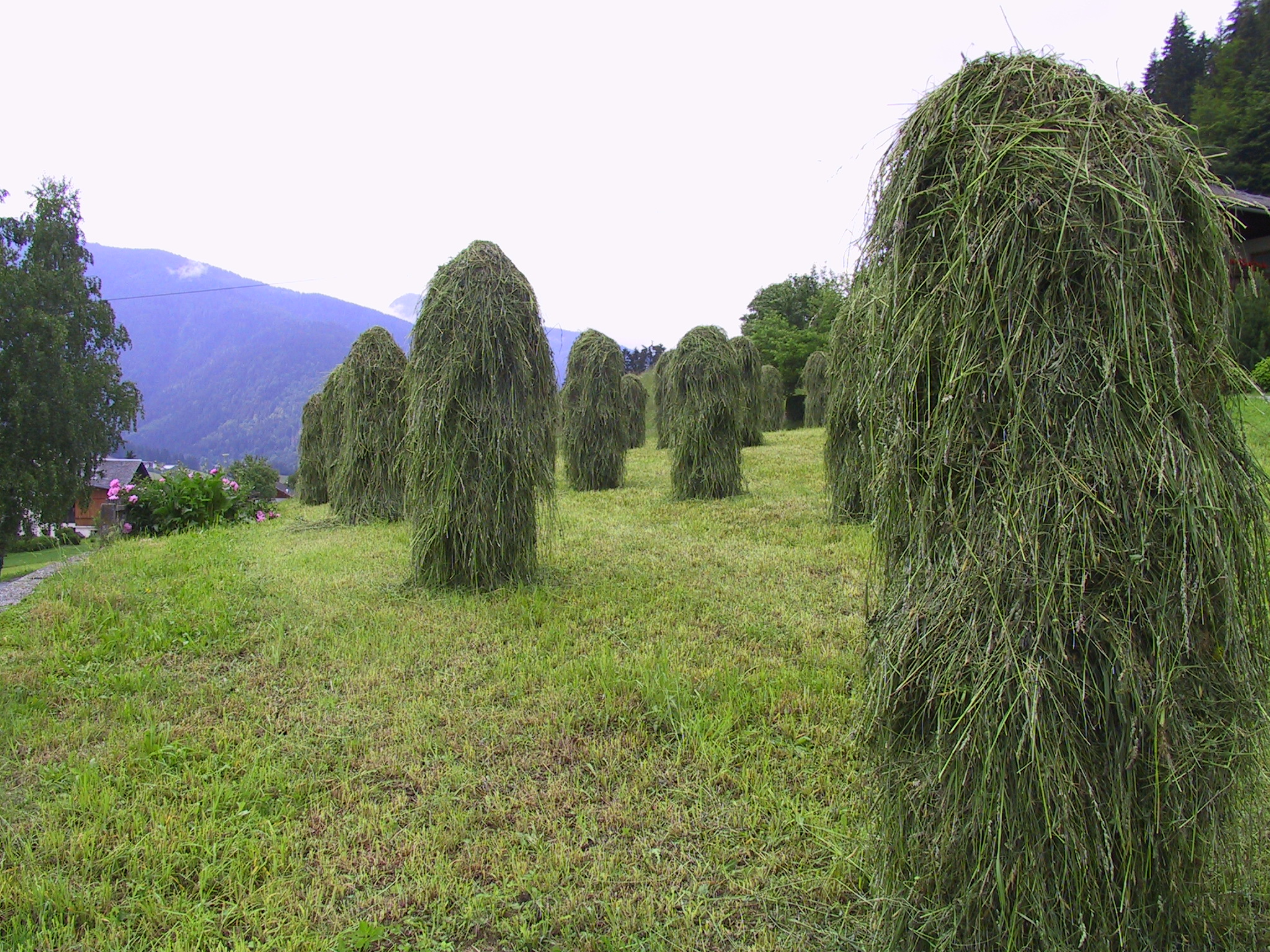
Hiefler mit Heu

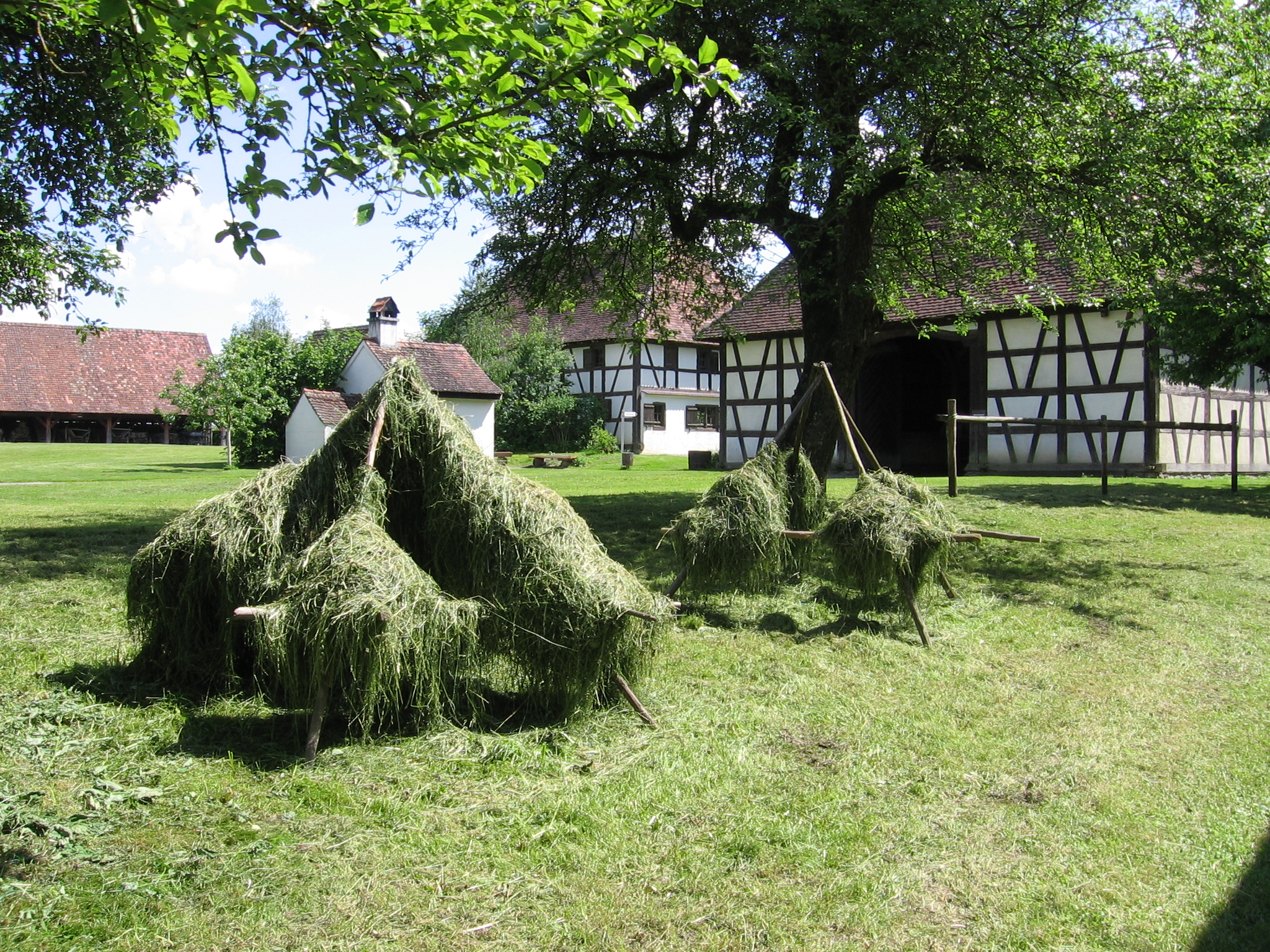
Heumanderl im „Museumsdorf Kürnbach“

Aus der Notwendigkeit heraus, auch auf feuchten Böden und bei ungünstiger Witterung Heu für den Winter zu trocknen, haben sich im alpinen Raum verschiedene Methoden entwickelt, das frisch geschnittene Gras vor Bodenfeuchtigkeit und Witterung zu schützen, so dass es zu Heu trocknen konnte. Die einfachste Vorrichtung dafür war der Hiefler, ein entrindeter, unten zugespitzter junger Baum von ca. 2 bis 2,5 Metern Höhe, auf dessen verbliebene ca. 20 cm langen Astansätze das Gras gehängt wurde. In anderen Gebieten wurden 3 oder mehr Stangen so zusammengestellt, dass sie ebenfalls frisches Gras oder Getreide zum Trocknen aufnehmen konnten. Diese Formen werden als Dieme oder Heumanderl bezeichnet, sind aber für das Ursprungsgebiet der Harpfe nicht typisch. Um mehr Heu oder Getreide aufnehmen zu können, wurden mit der Zeit Querstangen zwischen entsprechend geformte Steher gelegt.
Um bei beiden Stehern gleichmäßige Abstände zwischen den Auflagern für die Querstangen zu erhalten, wurden anstatt der natürlich gewachsenen Äste zurechtgeschnittene Stäbe so in Löchern befestigt, dass sie leicht nach oben geneigt waren und ein Abrollen der Querstangen vermieden. Diese Vorrichtung wurde Stangenreiter genannt und war wie der Hiefler nur während der Heuernte auf den Feldern. Aus dem Stangenreiter entwickelte sich schließlich die einfache Harpfe, mit stabilen Stehern, in denen die Stangen in Löchern eingelassen waren. Als weiterer Entwicklungsschritt kam dann noch eine stabile Eindeckung dazu, die dem Futter vor direktem Regen und Schnee Schutz bot. Im steilen Gelände wurde diese dann auch noch seitlich abgestützt, um sie unempfindlich gegen den Winddruck zu machen. Aus zwei nebeneinander stehenden einfachen Harpfen entwickelte sich schließlich die Doppel- oder Hofharpfe. Diese war nicht nur stabiler, sondern bot in ihrem Inneren Platz für Geräte und im oberen Bereich auch einen sicheren und trockenen Aufbewahrungsplatz für Feldfrüchte aller Art.

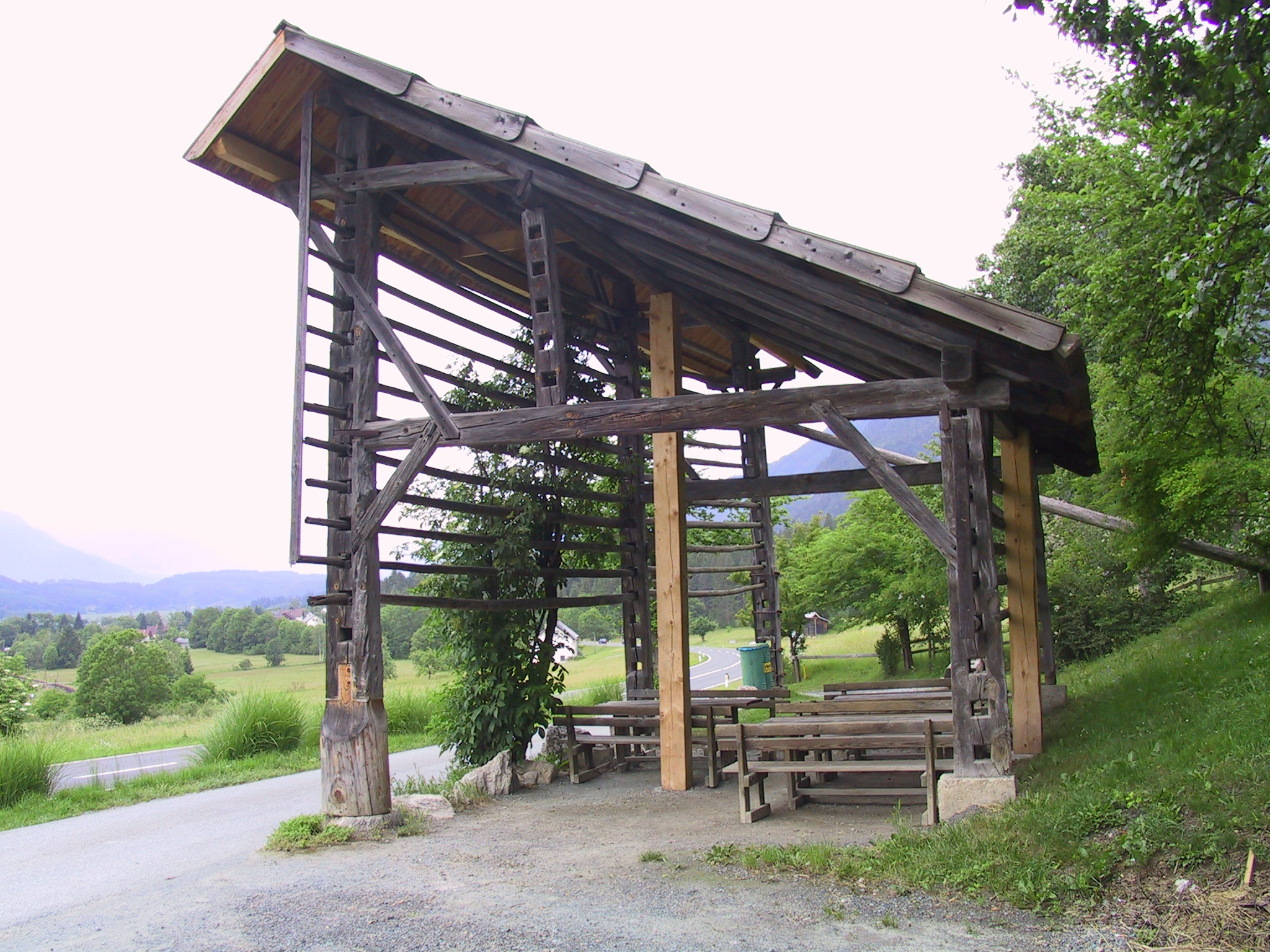
Harpfe mit neuer Verwendung als Rastplatz

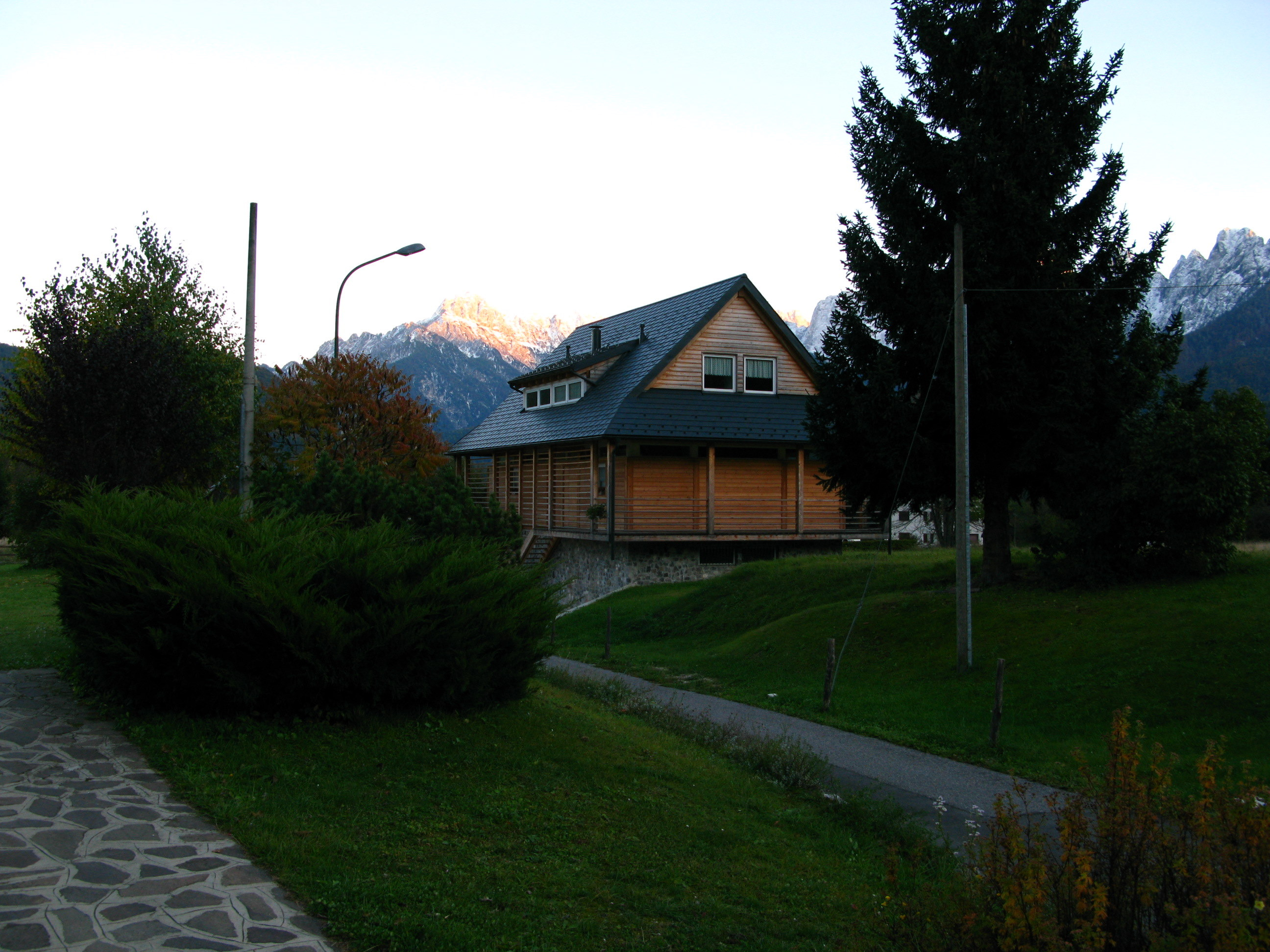
Neubau am Goggauer Feld bei Tarvis, bei dem die Harpfe als Stilelement verwendet wird.

Obwohl die Verwendung von Harpfen bis in das Mittelalter zurückreicht, stammen die meisten heute noch erhaltenen aus dem 20. Jahrhundert. Nur wenige Exemplare aus dem 19. Jahrhundert sind noch erhalten. Dies ist auf die Verwendung von naturbelassenem Holz als alleinigem Baumaterial zurückzuführen. Heute werden immer mehr Harpfen nicht mehr ausschließlich mit diesem, sondern zunehmend auch mit artfremden Materialien wie Blechdächern oder Betonsäulen renoviert.

## Verbreitungsgebiet
Das Verbreitungsgebiet der Harpfe erstreckte sich früher von Kroatien über das westliche Slowenien, Teile der Steiermark, ganz Oberkärnten bis ins oberste Mölltal bis nach Ost- und Südtirol. Aus der Gegend um Innichen und Sexten stammt auch die Bezeichnung Harpfe, die seit dem 13. Jahrhundert als solche nachgewiesen ist. Sie hat den älteren Begriff Köse oder Kese verdrängt. Dieser findet sich nur noch im oberen Gailtal und Gitschtal, das in Kärnten noch heute die höchste Dichte dieser bemerkenswerten Bauten aufweist, sowie als Kesne im schweizerischen Graubünden. Im westlichen Slowenien wird der Begriff Kozolec für die einfache, und Toplar für die Doppelharpfe verwendet. Kozolec und Toplar und auch Mischformen, wie asymmetrisch gebaute Doppelharpfen, prägen auch heute noch weithin das Landschaftsbild in Westslowenien und sind dort zu einem nationalen Symbol geworden.
In den Westalpen tritt die Harpfe noch bis Piemont und das Oberwallis auf, wird in Graubünden  als Kesne bezeichnet und heißt Favà bei den Ladinern Südtirols. Außer in den Alpen kommt die Harpfe als Trocknungsgerüst noch in Skandinavien und im nördlichen Russland vor, sie ist aber auch im Südosten Chinas und im angrenzenden Tibet zu finden.

## Histe

Hist im Wappen von Flond

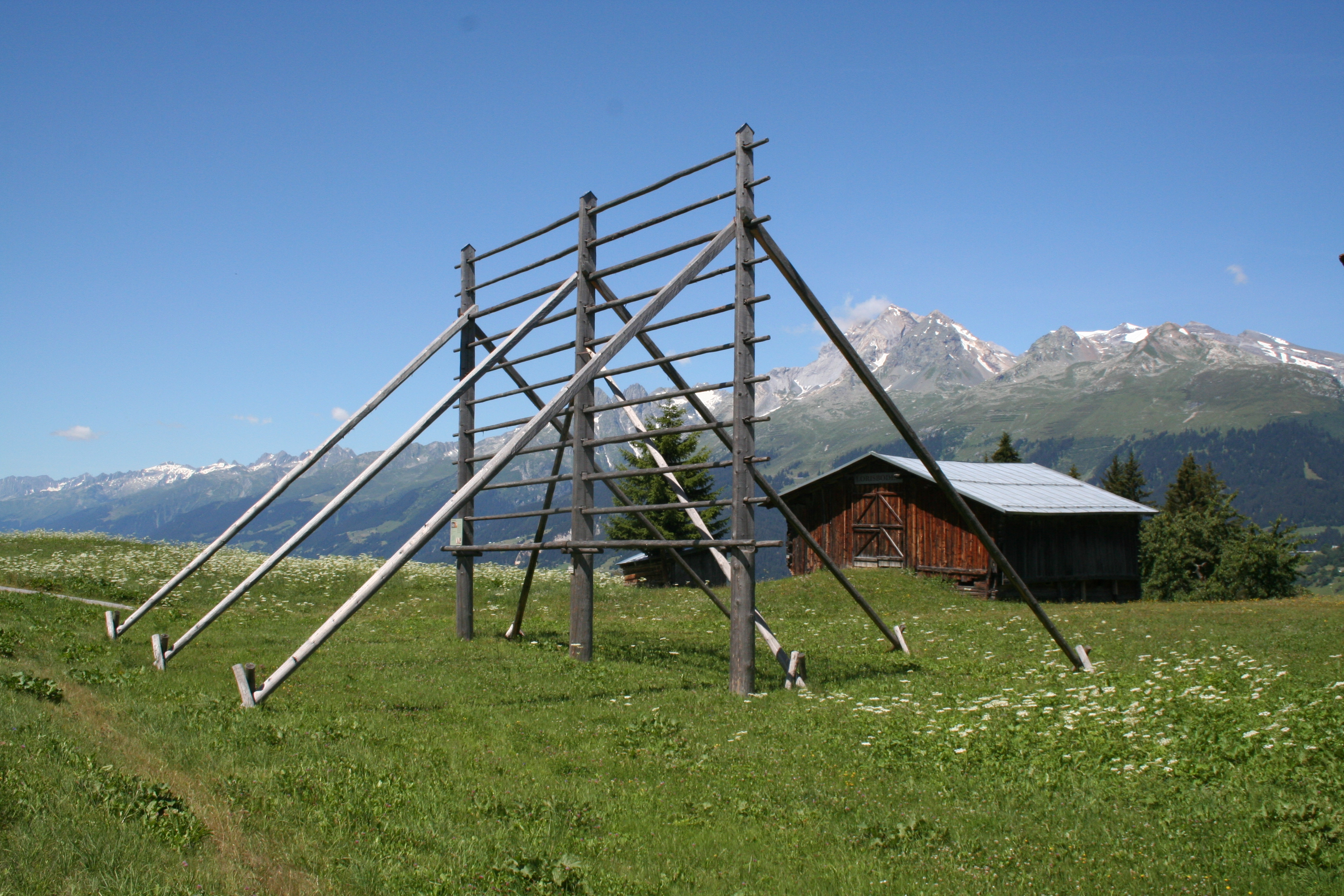
Kornhiste in Obersaxen

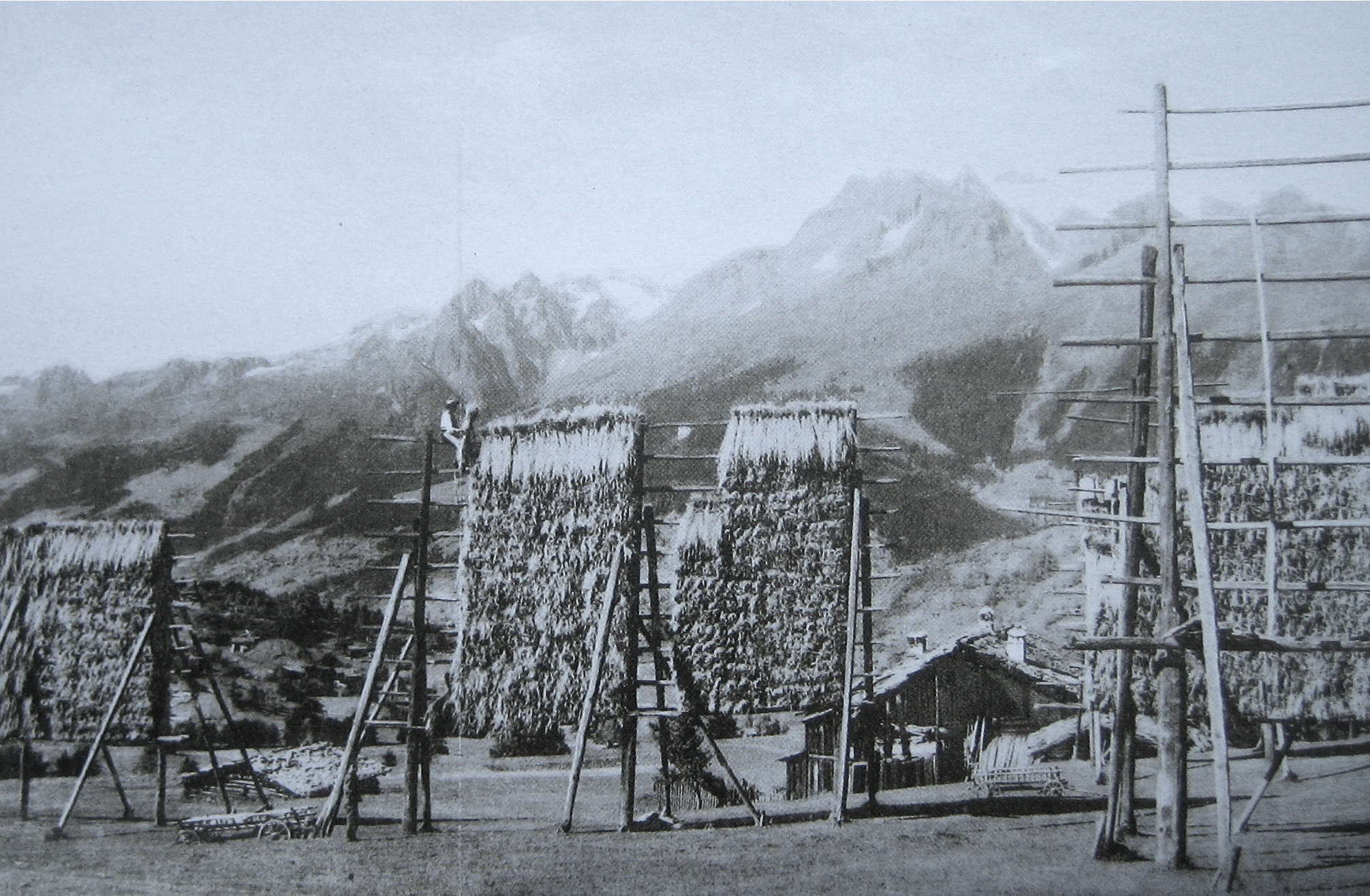
An der gleichen Stelle um 1910

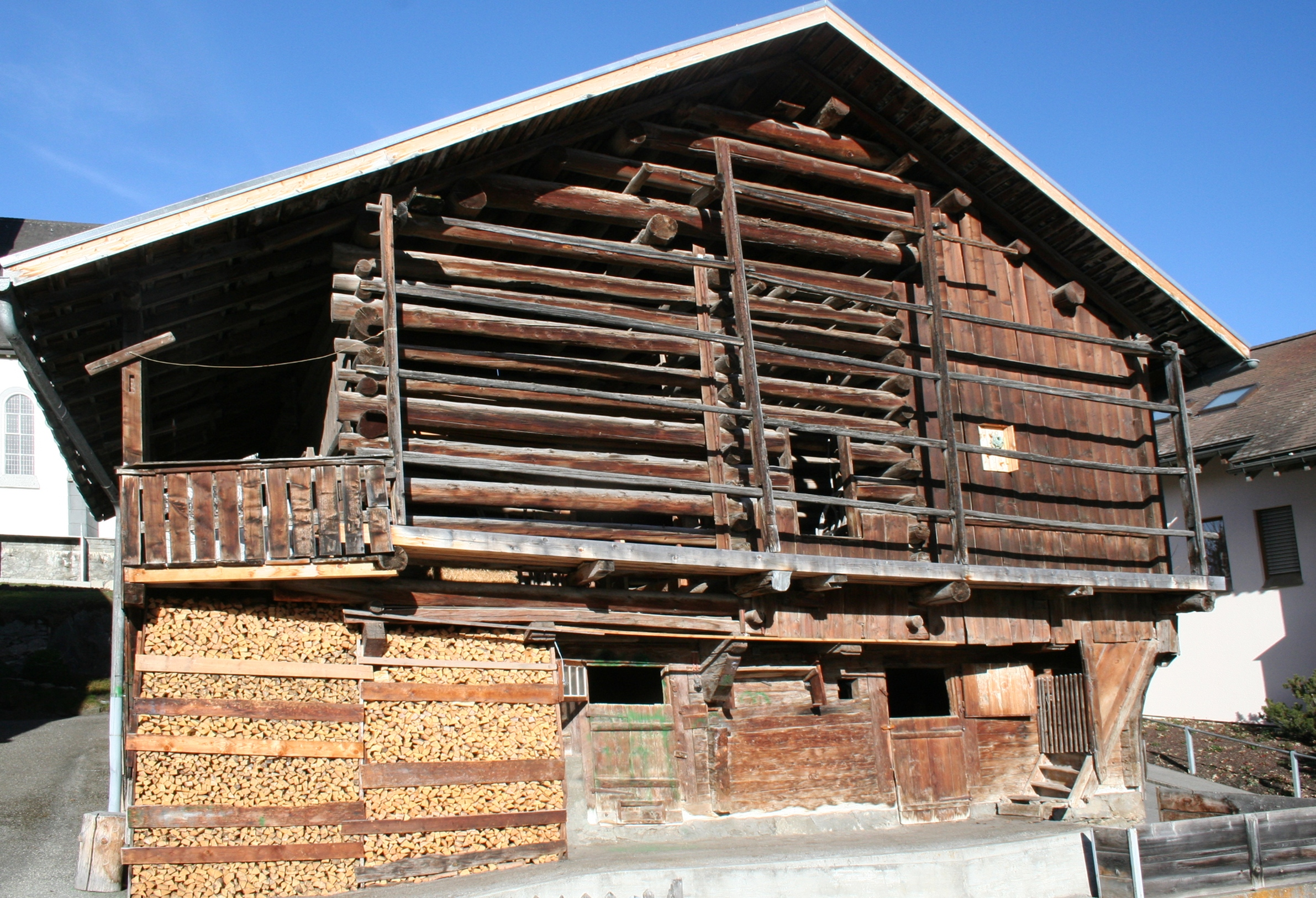
Noch nicht befüllte Kornhiste (Talina) in Falera

Histen (rätoromanisch Chischner) wurden vor allem in den Kantonen Graubünden und Tessin verwendet, um die darauf aufgeschichteten Getreidegarben nachreifen zu lassen. So wurden beispielsweise im September 1961 in Obersaxen, wo sie ein landschaftliches Wahrzeichen darstellten, noch rund 60 Histen gezählt. Im Lorischboden nordöstlich von Meierhofen wurde als Erinnerung daran eine Hist aufgestellt. Im Dorf Flond in der gleichen Region ist eine Histe im Gemeindewappen dargestellt.
Da in hohen Lagen der erste Schnee früh fällt, konnte das Getreide nicht auf den Feldern reifen. Darum schnitt man das Getreide frühzeitig und hängte die gebündelten Ähren auf die Kornhisten. Die Korngarben wurden jeweils abends auf die Histen geschichtet. In den unteren Lagen wurden die Garben mit einer mit einem Nagel versehenen Latte hinaufgereicht, für die oberen Lagen wurde ein Flaschenzug verwendet, «Hischter» genannt. Um die Körner vor Vogelfrass zu schützen, wurden die Ähren an den Garben gebogen, damit außen möglichst wenig Ähren zu sehen waren. Hafer wurde nicht in Garben gehistet, sondern an den Latten aufgehängt. Nachdem das Getreide vollständig gereift war, wurde es von den Histen zum Dreschplatz gebracht. Wegen des Rückgangs des Getreideanbaus sind die Histen aus dem Landschaftsbild verschwunden.